# Xenuroturris cingulifera
Xenuroturris cingulifera é uma espécie de gastrópode do gênero Xenuroturris, pertencente a família Turridae.